# Quinquempoix
Quinquempoix és un municipi francès, situat al departament de l'Oise i a la regió dels Alts de França. L'any 1999 tenia 259 habitants.

## Situació
Quinquempoix es troba a la meitat septentrional de l'Oise. És travessada per la carretera D117, que uneix Bacouël i Saint-Just-en-Chaussée.

## Administració
Quinquempoix forma part del cantó de Saint-Just-en-Chaussée, que al seu torn forma part de l'arrondissement de Clermont. L'alcalde de la ciutat és Alain Baudin (2001-2008).